# Entergy
Entergy Corporation est une entreprise américaine de production d'électricité, basée à La Nouvelle-Orléans en Louisiane. 

## Activités
- Production et vente d'électricité.
- Production d'énergie nucléaire.
- Distribution de gaz naturel

## Histoire
Elle exploite un important parc de centrales nucléaires, avec les centrales d'Indian Point, de Pilgrim, de Vermont Yankee, de Palisades, de Arkansas Nuclear One, de River Bend, de Waterford, de Grand Gulf et de Cooper.
En 2019, elle commencent à utiliser du combustible nucléaire de type ATF (Accident Tolerant Fuel) produit par Framatome.

## Principaux actionnaires
Au 15 avril 2020.
| The Vanguard Group             | 12,1% |
| Putnam                         | 7,34% |
| Capital Research & Management  | 5,89% |
| SSgA Funds Management          | 5,66% |
| Brandes Investment Partners    | 3,96% |
| T. Rowe Price Associates       | 3,76% |
| Invesco Advisers               | 3,09% |
| JPMorgan Investment Management | 2,88% |
| Evercore Trust Company         | 2,80% |
| BlackRock Fund Advisors        | 2,51% |